# Gullungen
Gullungen är en sjö i Färgelanda kommun i Dalsland och ingår i Örekilsälvens huvudavrinningsområde. Sjöns area är 0,036 kvadratkilometer och den är belägen 129 meter över havet.